# Australian Hymn Book
Das Australian Hymn Book (dt.: „Australisches Choralbuch“) ist das aktuelle Gesangbuch für anglikanische (Anglican Church of Australia), kongregationalistische, methodistische und presbyterianische Kirchen in Australien. Es wurde 1977 veröffentlicht und war der Höhepunkt der fast zehnjährigen Arbeit eines ökumenischen Komitees unter Vorsitz von Alfred Harold Wood, dessen Ziel es war, ein neues, zeitgenössisches und umfassendes Gesangbuch zu erstellen, das von den verschiedenen christlichen Gemeinden in ganz Australien im Gottesdienst verwendet werden könnte. Die ersten Treffen fanden 1968 unter Vertretern der anglikanischen, kongregationalistischen, methodistischen und presbyterianischen Kirche statt. Ein Entwurf einer Liste von Kirchenliedern wurde 1972 verteilt, und 1974 bat die römisch-katholische Kirche um Aufnahme in die Liste, woraufhin zwei Versionen des Gesangbuchs veröffentlicht wurden: das Australian Hymn Book (mit 579 Liedern) und das Australian Hymn Book with Catholic Supplement (mit weiteren 25 Liedern). Das neue Gesangbuch fand weite Verbreitung, insbesondere beim Zusammenschluss der kongregationalistischen, methodistischen und der meisten presbyterianischen Gemeinden, aus denen 1977 die Uniting Church in Australien entstand. In seiner internationalen Ausgabe ist das Gesangbuch unter dem Titel „With One Voice“ bekannt (nicht zu verwechseln mit dem 1995 von der Evangelisch-Lutherischen Kirche in Amerika als Ergänzung zum Lutheran Book of Worship veröffentlichten Werk).
Das Gesangbuch enthält Verzeichnisse zu Anfangszeilen, Melodien, Komponisten, Autoren, Themen, der Heiligen Schrift und dem religiösen Kalender. Ein Begleitbuch mit dem Titel „Songs of the People of God“ von Wesley Milgate erschien 1982 und enthält Anmerkungen zu den Quellen und der Geschichte jeder Melodie und jedes Hymnentextes sowie kurze Biografien aller Autoren und Komponisten.
Nach einer 1990 durchgeführten Untersuchung wurde entschieden, dass eine Neuauflage des australischen Gesangbuchs erforderlich sei. „Together in Song: Australian Hymn Book II“ erschien 1999. Die wichtigsten Änderungen waren die Modernisierung der Texte (insbesondere die Verwendung einer inklusiven Sprache), die Entfernung nicht mehr verwendeter Hymnen und die Hinzufügung modernerer Vertonungen, Lobpreislieder und Psalmvertonungen. Ein Begleitband mit Anmerkungen zu Liedern, Textern und Komponisten, zusammengestellt von Harold D’Arcy Wood, ist ebenfalls erhältlich.